# Cabarcos
Cabarcos o Santo Tirso de Cabarcos es una localidad del municipio de Sobrado, comarca de El Bierzo, provincia de León Comunidad Autónoma de Castilla y León, España
Es un pueblo limítrofe con la comarca de Valdeorras, (situada en la provincia de Orense) de la que le separan escasos metros,  y desde él se puede acceder al Barco de Valdeorras por una carretera comarcal.
Se encuentra situado a 740 metros de altitud en la Sierra de la Encina de la Lastra. Enfrente al pueblo nos encontramos las formaciones rocosas en forma de pico de la Tara (1099 m),el madroñal, el Pinouco y el Pinouquín, precisamente del Pinouco nace el arroyo de Cabarcos que da agua a los castaños cercanos, una de las mayores riquezas de este pueblo. Cercano, a unos pocos kilómetros, se encuentra el Valle del Selmo.
Se accede siguiendo la carretera Ponferrada-Orense y cogiendo el desvío que lleva a Friera y una vez llegado a esta localidad continuar por el desvío que lleva a Portela de Aguiar para continuar hasta Santo Tirso de Cabarcos.

## Evolución demográfica
| 2000 | 2001 | 2002 | 2003 | 2004 | 2005 | 2006 | 2007 | 2008 | 2009 | 2010 | 2011 |
| 79   | 74   | 69   | 65   | 60   | 55   | 54   | 54   | 53   | 51   | 48   | 47   |

## El Monte Medulio en Cabarcos
Recientes estudios y hallazgos realizados por el historiador bercianos Vicente Fernández Vázquez y Leandro Fernández Vázquez han desvelado la posibilidad de que en las cercanías se encontrase el emplazamiento del Monte Medulio donde tuvo lugar la última batalla entre los pueblos prerromanos y las legiones romanas y donde, al perder aquellos la batalla, se suicidaron. Aun así, el emplazamiento definitivo del Monte Medulio, lejos de aclararse, es motivo de arduos debates dándose muchos otros lugares más o menos lejanos como posibles.
La cercanía relativa de Las Médulas (llamadas por los lugareños Peñas Rubias) ayuda a avalar esta posibilidad.